# Šarišské Dravce
Šarišské Dravce (bis 1927 slowakisch „Dravce“ oder auch „Zdravce“; ungarisch Daróc) ist eine Gemeinde im Osten der Slowakei mit 1245 Einwohnern (Stand 31. Dezember 2024). Sie gehört zum Okres Sabinov, einem Kreis des Prešovský kraj, sowie zur traditionellen Landschaft Šariš.

## Geographie

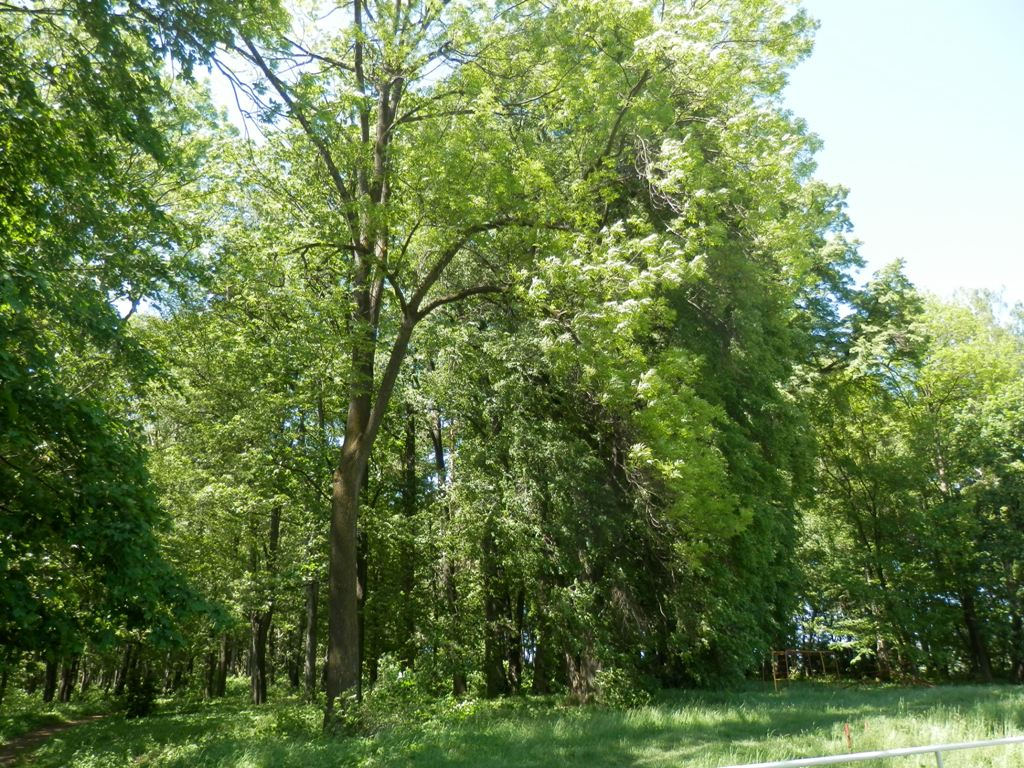
Schlosspark

Die Gemeinde befindet sich am Fuße der Leutschauer Berge am Übergang in das sogenannte Spiš-Šariš-Zwischengebirge (slowakisch Spišsko-šarišské-medzihorie). Im Ort fließen die Bäche Goduša und Kučmanovský potok zusammen, der vereinigte Strom mündet dann ein paar Kilometer flussabwärts in die Torysa. Das Ortszentrum liegt auf einer Höhe von 467 m n.m. und ist neuneinhalb Kilometer von Lipany, 21 Kilometer von Sabinov sowie 24 Kilometer von Stará Ľubovňa entfernt.
Nachbargemeinden sind Oľšov im Norden und Osten, Torysa im Süden, Poloma im Westen und Krásna Lúka im Nordwesten.

## Geschichte

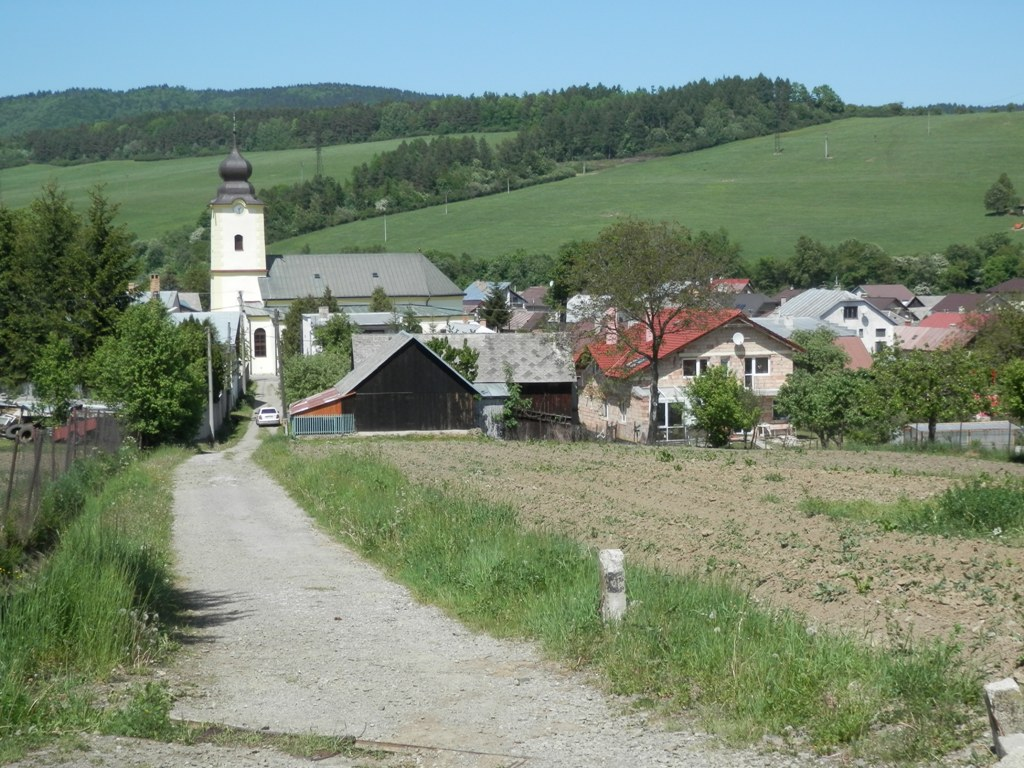
Kirche und umliegende Landschaft

Der Ort wurde zum ersten Mal 1295 als Dorauch schriftlich erwähnt, als Teil des Herrschaftsgebietes von Torysa. Etwa zur gleichen Zeit entstand die örtliche Pfarrei. Die Einwohner waren als Grenzwächter beschäftigt und hüteten Wild für königliche Jagden. Im Jahr 1427 hatte das Dorf 30 Porta. Bis ins 20. Jahrhundert hinein besaß die Familie Berzeviczy einen Großteil der Güter im Ort.
1768 brannte das Dorf nieder, 1787 zählte man 68 Häuser und 441 Einwohner, 1828 72 Häuser und 540 Einwohner. Im 19. Jahrhundert hatten neben dem Geschlecht Berzeviczy auch das Geschlecht Szmrecsányi Anteile in Dravce.
Bis 1918 gehörte der im Komitat Scharosch liegende Ort zum Königreich Ungarn und kam danach zur Tschechoslowakei beziehungsweise heute Slowakei.

## Bevölkerung
| Jahr                | 1994 | 2004    | 2014    | 2024    |
| ------------------- | ---- | ------- | ------- | ------- |
| Anzahl der Personen | 1210 | 1244    | 1224    | 1245    |
| Unterschied         |      | +2,80 % | −1,60 % | +1,71 % |

| Jahr                | 2023 | 2024    |
| ------------------- | ---- | ------- |
| Anzahl der Personen | 1237 | 1245    |
| Unterschied         |      | +0,64 % |

Nach der Volkszählung 2011 wohnten in Šarišské Dravce 1248 Einwohner, davon 1224 Slowaken, zwei Tschechen sowie jeweils ein Deutscher und Russine. 20 Einwohner machten keine Angabe zur Ethnie.
1206 Einwohner bekannten sich zur römisch-katholischen Kirche, 13 Einwohner zur griechisch-katholischen Kirche, zwei Einwohner zur Pfingstbewegung sowie jeweils ein Einwohner zu den Siebenten-Tags-Adventisten, zur altkatholischen Kirche und zur Evangelischen Kirche A. B.; ein Einwohner bekannte sich zu einer anderen Konfession. Drei Einwohner waren konfessionslos und bei 20 Einwohnern wurde die Konfession nicht ermittelt.

## Bauwerke

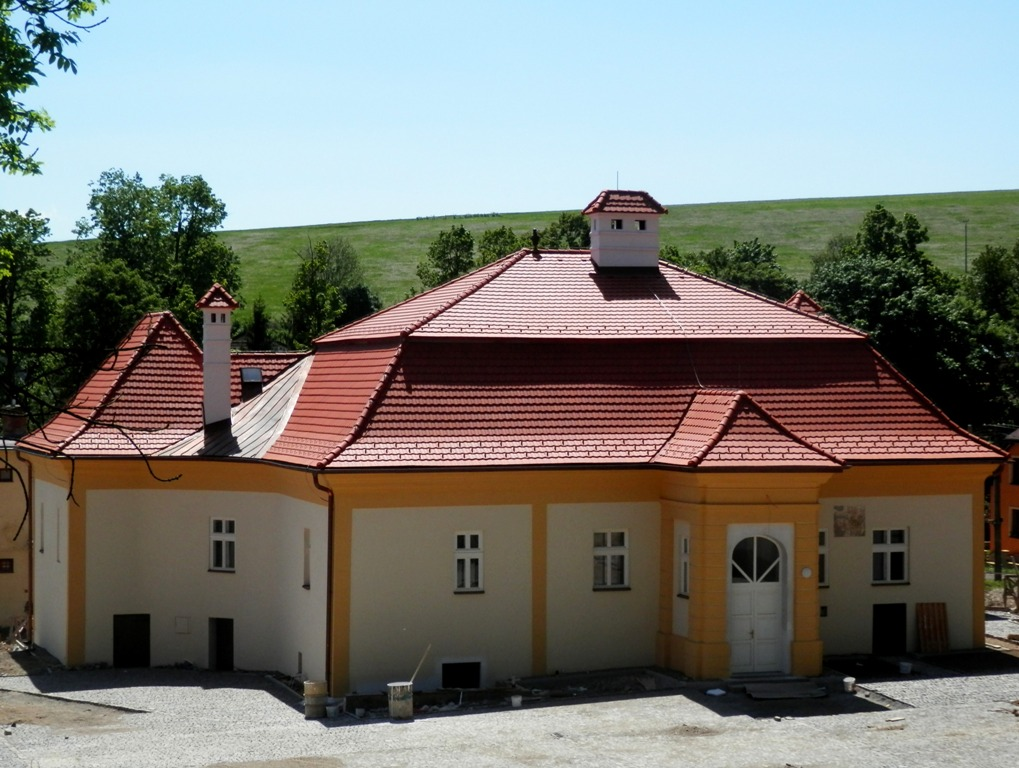
Landschloss

- römisch-katholische Katharinakirche aus dem Anfang des 14. Jahrhunderts, 1752 barockisiert
- Landschloss im Renaissance-Stil aus dem 17. Jahrhundert mit einem Schlosspark
- Kapelle aus dem 19. Jahrhundert

## Persönlichkeiten
- Vince Berzeviczy (1781–1834), Offizier, Theaterdirektor und Mäzen
- Pál Szmrecsányi (1846–1908), Geistlicher
- Lajos Szmrecsányi (1851–1943), Geistlicher
- Miklós Szmrecsányi (1854–1936), Kunsthistoriker und Ministerialrat